# Shimen
Shimen (chinois traditionnel : 石門區 ; pinyin : Shímén) est un district faiblement peuplé de la municipalité du Nouveau Taipei, à Taïwan. Il fait partie de la zone panoramique de la côte nord de l'île et inclus son point le plus septentrional, le cap Fugui.

## Histoire
Tout en étant connu plus tôt par des explorateurs, comme les hollandais, cette région fut explicitement mentionnée pour la première fois dans les annales chinoises en 1694 sous le nom de Shinmenshan (石門山; littéralement "Montagne de la porte de pierre").
Pendant la période de l'occupation japonaise, Shimen fut renommé "village de Sekimon" (石門庄) et administré par le district de Tamsui sous la préfecture de Taihoku.
En 1945, alors que le Kuomintang prit le contrôle de l'administration taïwanaise, la région le canton rural de Shimen et fut placée sous la juridiction du comté de Taipei. À la suite de la réorganisation administrative du comté de Taipei en 2010, Shimen devint un district de la nouvelle municipalité du Nouveau Taipei.

## Géographie
- Superficie : 51,26 km2
- Population : 12 645 habitants (janvier 2016)

L'intérieur du district se compose d'un relief principalement montagneux, avec de petites zones de plaines sur la côte. Le district est bordé par le nord par la mer de Chine orientale. Il est délimité au sud-ouest par le district de Sanzhi et au sud-est par le district de Jinshan.

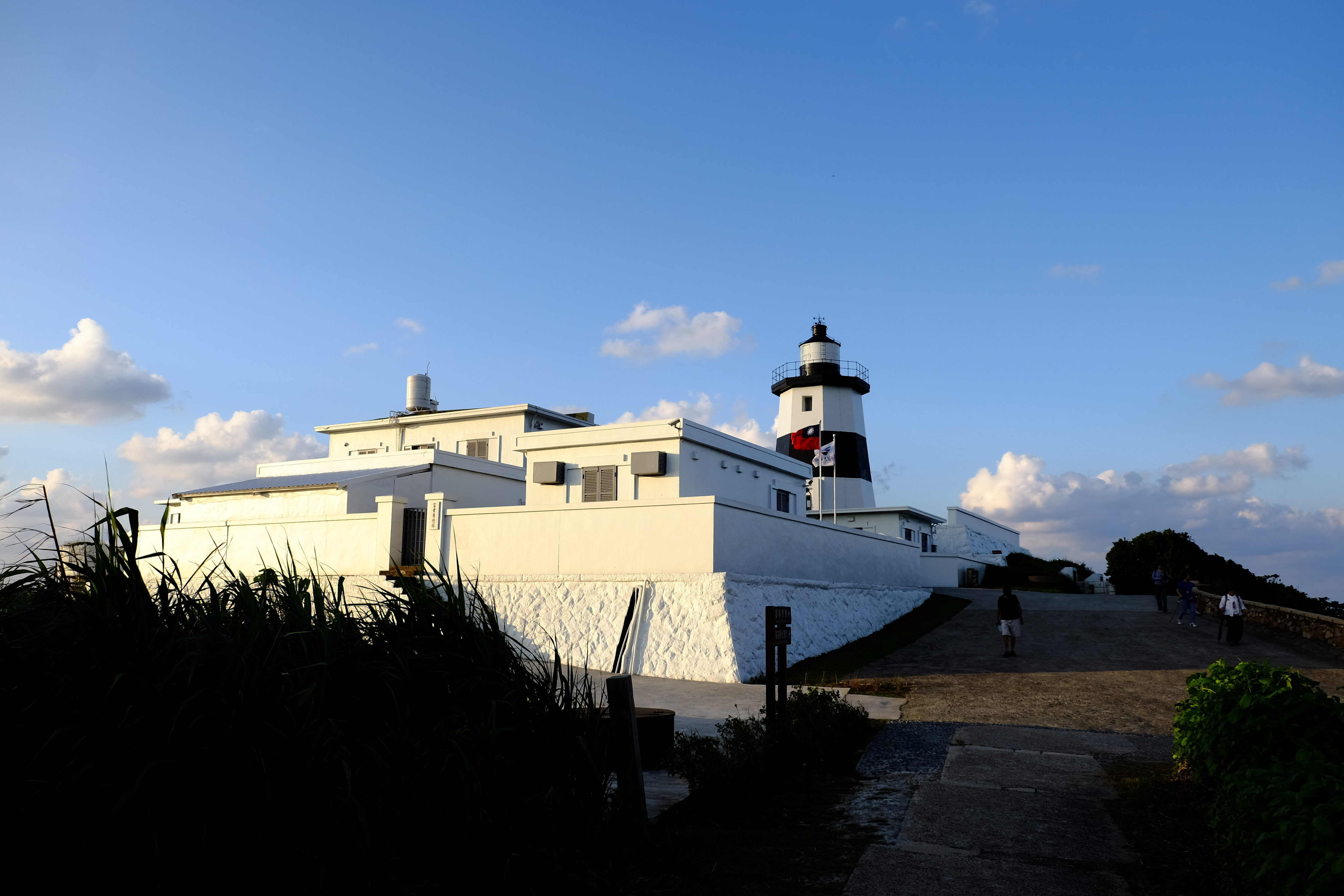
le phare de Cape Hoek(富貴角)
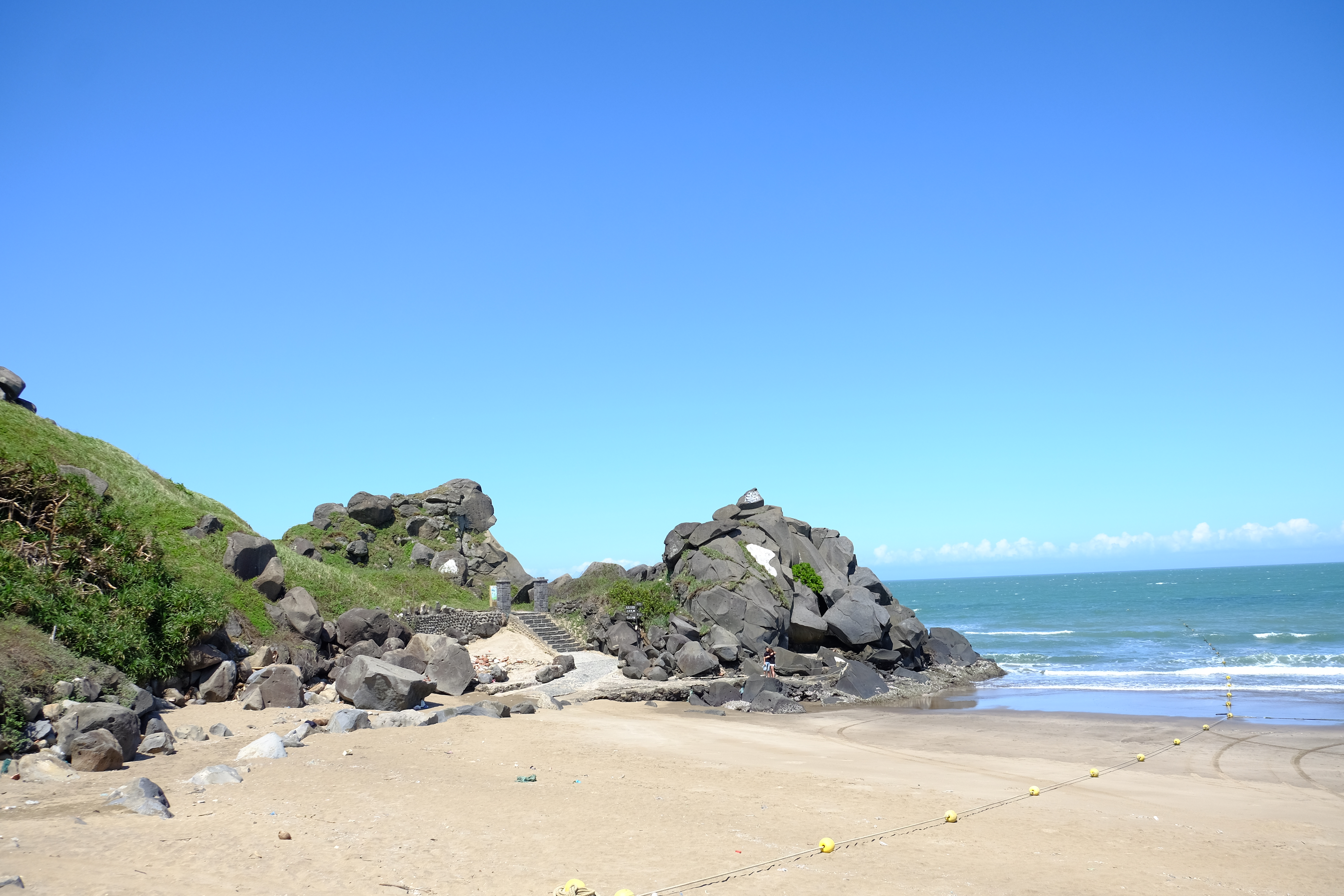
le ventifact en Shimen

## Administration
Le district de Shimen est une partie intégrante de la municipalité du Nouveau Taipei, une municipalité spéciale placée sous la tutelle du gouvernement de la république de Chine. Le district lui-même est subdivisé en neuf villages,,:
- Caolin (草里里)
- Demao (德茂里)
- Fuji (富基里)
- Jianlu (尖鹿里)
- Laomei (老梅里)
- Maolin (茂林里)
- Qianhua (乾華里)
- Shanxi (山溪里)
- Shimen (石門里)

## Économie
Le tourisme est une industrie majeure de l'économie locale, d'autant plus que l'agriculture produit mandarines, cacahuètes et du thé.

## Attractions touristiques

### Monument historique
Le phare du cap Fugui domine le promontoire du même nom.

### Nature
Le district abrite la plage de Baisha Bay.

### Festival
Shimen tient régulièrement un festival annuel du cerf-volant depuis 2000, attirant des compétiteurs du monde entier.

## Transport et infrastructure
Shimen est le lieu d'emplacement de la première centrale nucléaire de Taïwan, la centrale nucléaire de Jinshan.
La Provincial Highway 2 constitue la principale route traversant le district, qui est également desservi par un bon nombre d'autres routes de niveau cantonale. Il n'existe pas de chemin de fer dans le district.